# سیارک ۷۹۶۱
سیارک ۷۹۶۱ (به انگلیسی: 7961 Ercolepoli، نامگذاری:1994TD2) هفت هزار و نهصد و شصت و یکمین سیارک کشف شده‌است که در ۱۰ اکتبر ۱۹۹۴ کشف شد.
قدر مطلق سیارک برابر ۱۴٫۰۰ است.